# Савелијанство
Савелијанство (такође модализам или модални монархијанизам) је учење о Светом Тројству којим се учи да је Бог један, а да су Отац, Син и Дух само различита лица (гр: просопа) Бога. Савелијанци схватају Бога као једно биће чија имена означавају само сукцесивне видове његове делатности: Отац - стварање; Син - спасење; Дух - посвећење.
По овом схватању, Бог некад објављује као Отац, некад као Син, а некад као Дух. Божје лице (ипостас) Оца се губи када се јавља као Син, а опет престаје да буде син када се јавља као Дух. Нема три особе, него једна, која се објављује у три облика (модуса), по чему се ово учење назива и модализам. Бог се откривао постепено у три различита облика: у облику Оца, који је створио свет; облику Сина, који је спасао свет; и облику Духа. На тај начин између божанских лица (ипостаса) Оца и Сина нема разлике, што поткрепљују наводима из Библије: „Ја и Отац једно смо". Бог је, према овом учењу, примио облик Исуса Христа, да би пострадао. Зато његове присталице називају патрипасијани, јер су веровали да је на крсту патио и Бог.
Учење се јавља у Малој Азији а развија у Риму, где су је заступали око 190. год. Праксеј, Ноет, а затим Савелије (после 200.), одакле и назив савелијанство. Присталица је било доста у Месопотамији и деловима Рима.
Савелијанци су говорили да је један исти Бог - Отац, Син и Свети Дух, као што су у човека - тело, душа и дух. Своје противницима тринитаристима су упућивали питање: „Једнога ли, или три Бога имамо?“ Савелијанци у Светом писму Старог и Новог завета, налазе поткрепљење за своје тврдње. Они наводе да је Бог рекао Мојсију: „Чуј Израиљу; Господ је Бог твој једини". „Не правите себи друге богове. Нека не буде у вас нових богова". Или у Новом завету: „Ја сам у Оцу, и Отац је у мени, и нас двојица, једно смо".
Епифаније Кипарски (око 315 – 403) сматра да њихова „заблуда“ потиче од Апокрифа (тајних списа), а особито из такозваног Египатског јеванђеља. Јер у њему Христ објашњава својим ученицима да су једно Отац, Син и Свети Дух. Савелијанство је осуђено као јерес, на Другом васељенском сабору у Цариграду 381. где је такође одлучено да они од њих, које желе да се врате у Цркву, буду третирани као многобошци, и да морају проћи све неопходне припреме за крштење.